# Valerie De Booser
Valerie De Booser (13 december 1979) is een Belgisch model en presentatrice.

## Carrière
De Booser deed in 2002 mee als verleidster in de eerste reeks van het televisieprogramma Temptation Island op VT4. Degene die ze heeft verleid, heeft zijn relatie doorstaan. Haar relatie met wielrenner Jo Planckaert was toen pas enkele dagen geëindigd. Na Temptation Island deed ze verschillende fotoshoots en kwam ze meerdere malen op de covers van Vlaamse bladen. Voor het blad Cover deed ze een naaktreportage. De Booser had na haar deelname ook een gastrolletje in de soap Familie op VTM en zat ook in het panel van Het Swingpaleis op Eén.
Daarna deed ze screentests voor VT4 en JIMtv. Bij de laatste zender werd ze in 2003 aangenomen als presentatrice. Ze presenteerde er de programma's JIMlist 40 en Clip Request. Eind 2002 begon De Booser een relatie met zanger Koen Wauters van Clouseau. Samen brachten ze in 2003 een bezoek aan Kenia. Sindsdien was het koppel het gezicht van de Foster Parents Plan-actie. 
Na haar tweede bevalling werd De Booser styliste bij zender VTM. Ze wilde niet meer presenteren omdat ze vond dat er andere meisjes waren die veel beter konden presenteren en dat ze dus enkel iets wilde doen waar ze echt 100% zin in had. Een uitzondering wilde ze maken voor een programma met dieren of met kinderen. 
In 2007 deed De Booser mee aan de tweede reeks van Sterren op de Dansvloer. Op 20 november 2007 presenteerde De Booser samen met haar man Koen Wauters het programma Give us a minute op JIMtv. Hierin kwamen jongeren van Youth Board vertellen wat ze hebben gerealiseerd in samenwerking met Plan Ouders.
Van 2008 tot 2019 had De Booser haar eigen kledingszaak "Histoire de Femmes" in Mechelen.
In 2019 nam ze samen met Koen Wauters deel aan het televisieprogramma de code van Coppens op VTM.
Vanaf 2024 gaf ze deeltijds lessen Pilates.

## Privéleven
In haar middelbareschooltijd deed De Booser een opleiding schoonheidsverzorging. Op haar achttiende ging ze samenwonen met wielrenner Jo Planckaert. De relatie duurde vier jaar.
Om familiale redenen veranderde Valerie haar familienaam De Windt in De Booser, de familienaam van haar moeder.
De Booser trouwde met Koen Wauters op 17 juli 2004 en het stel kreeg twee kinderen, een dochter Zita Wauters (2004) en een zoon Nono Wauters (2006). In januari 2020 kwam er een einde aan hun huwelijk.